# Konrad Bussemer
Konrad Bussemer (* 19. März 1874 in Eberbach; † 16. Dezember 1944) war ein deutscher Pastor im Bund Freier evangelischer Gemeinden in Deutschland, theologischer Lehrer und Autor.

## Leben
Konrad Bussemer wurde als Sohn des Müllers und Landwirtes Friedrich Bussemer und seiner Frau Wilhelmine in ärmlichen Verhältnissen geboren. Die Schwester seines Vaters finanzierte den Besuch der „Höheren Bürgerschule“ in Eberbach. Danach besuchte er das Gymnasium in Saarbrücken, wo er bei einer kinderlos verwitweten Tante in St. Johann lebte. Sein Abitur erhielt er im Jahr 1893. In St. Johann lernte Bussemer die Kinderschwester Johanna Thom (1856–1915) kennen, die am Ort maßgeblich für die Entwicklung einer Freien Evangelischen Gemeinde verantwortlich war. Dort entschied sich Bussemer während einer Evangelisationsveranstaltung für den Glauben an Jesus Christus, ohne ein markantes Bekehrungserlebnis empfunden zu haben. In der Gemeinde in St. Johann lernte er Gustav Friedrich Nagel kennen, der ihn zum Besuch der freien evangelischen Predigerschule Basel ermutigte. Dort absolvierte Bussemer von 1893 bis 1898 seine theologische Ausbildung. Danach arbeitete er von 1898 bis 1899 als Prediger der Freien evangelischen Gemeinde in Homberg. Einen Dienst in der Landeskirche lehnte er aus theologischer Überzeugung ab. 1899 übersiedelte er auf den Wunsch von Friedrich Fries nach Witten, wo er neben dem Gemeindedienst in Langendreer die Schriftleitung der Zeitschrift Der Gärtner übernahm. Im Mai 1901 heiratete er Johanna Aßmus, eine Diakonisse. Das Ehepaar hatte acht Kinder. 1908 verließ Bussemer Witten und folgte zusammen mit seiner Familie einem Ruf als Pastor in die Freie evangelische Gemeinde in Lüdenscheid, die zu jener Zeit größte Gemeinde im Bund Freier evangelischer Gemeinden. Ab 1912 lehrte er nebenberuflich als Lehrer an der Predigerschule der Freien evangelischen Gemeinden in Vohwinkel, wohin er schließlich im Jahr 1929 umzog und fortan ausschließlich als Dozent tätig war. 1913 übernahm Bussemer die Leitung des Evangelisationswerkes (heute Inland-Mission) des Bundes Freier evangelischer Gemeinden von dem verstorbenen Kollegen Otto Schopf.
Nach dem Ausbruch des Zweiten Weltkrieges musste die Predigerschule schließen und Bussemer seine Lehrtätigkeit aufgeben. Er übernahm von 1939 bis 1944 eine Anstellung in der Freien evangelischen Gemeinde in Köln und gehörte in dieser Zeit zum Vorstand der Westdeutschen Evangelischen Allianz. Nach einer schweren Erkrankung verstarb Bussemer am 16. Dezember 1944 und wurde in Lüdenscheid bestattet.

## Werke
- Rechtfertigung und Heiligung; in: Der Gärtner 14/1903, Witten 1903, S. 276–294.
- Die Gemeinde Jesu Christi. Das Wesen der Gemeinde Jesu nach dem Neuen Testament besonders hinsichtlich ihrer Glieder und ihrer Ordnungen. Witten 1905.
- Karl Engler. Lehrer und Missions-Inspektor, Barmen 1925.
- Die Freiheit der Kinder Gottes. Das Wesen der Freiheit; in: Der Gärtner 32 und 33/1928, S. 498 … 514.
- Friedrich Fries. Ein Diener der Gemeinde Jesu aus dem Volk. Witten 1929.
- Leopold Bender (1833–1914) weiland Evangelist und Prediger in Köln a. Rh., Witten 1934.